# مرض خفي المنشأ
المرض خفي السبب (بالإنجليزية: Cryptogenic disease)‏ هو المرض ذو السبب غير المعروف. يستعمل وصف خفي السبب للأمراض المعروفة طبيعتها لكن السبب المعروف لهذا المرض لم يكن موجودًا (مثل السكتة مجهولة السبب).
يستعمل مصطلح خفي السبب في وصف أمراض مختلفة حينما يكون الوضع كافٍ بشكل شائع لتشخيص الحالة، ومنها الإنتان الدموي خفي المنشأ والتهاب القصيبات المنظم خفي المنشأ والتليف الرئوي خفي المنشأ، وذلك التهاب الكبد خفي المنشأ وتشمع الكبد خفي المنشأ.
قد تطعي مصطلحات خفي المنشأ ومجهول السبب والأولي أو الأساسي المعنى ذاته، لكن مصطلح خفي المنشأ يشير إلى أن السبب موجود لكنه يختفي ويتملص عن الوصول إليه، وقد استعمل مصطلح خفي المنشأ لأسباب تقنية لوصف متلازمات الصرع، رغم التخلي رسميًا عن هذا الوصف حاليًا.

## طالع أيضًا
- مجهول السبب
- عرض (طب)
- غياب الأعراض